# Бријер (Горња Саона)
Бријер (фр. Bruyère) је насељено место у Француској у региону Франш-Конте, у департману Горња Саона.
По подацима из 2011. године у општини је живело 206 становника, а густина насељености је износила 32,59 становника/km².

## Демографија
| 1962. | 1968. | 1975. | 1982. | 1990. | 2011. |
| ----- | ----- | ----- | ----- | ----- | ----- |
| 226   | 202   | 175   | 200   | 205   | 206   |